# 8716 Ginestra
8716 Ginestra (1995 SB2) là một tiểu hành tinh vành đai chính được phát hiện ngày 23 tháng 9 năm 1995 bởi V. S. Casulli ở Colleverde di Guidonia.